# Zelo domus Dei

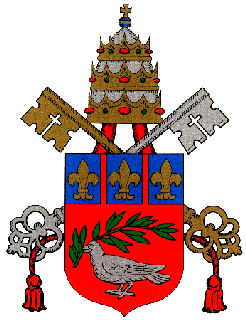
Wappen Innozenx’ X.

Das Breve Zelo domus Dei wurde am 20. August 1650 durch Papst Innozenz X. in der Typographia Reverendae Camerae Apostolicae als amtlicher Plakatdruck veröffentlicht. Mit dem auf den 26. November 1648 zurückdatieren päpstlichen Breve lehnte der Papst die religiösen Bestimmungen des Vertrags zum Westfälischen Frieden nachträglich ab.
Der Papst protestierte mit seinem Breve, das zeitgenössisch fälschlich auch als Bulle bezeichnet wurde, gegen die Fassung des Osnabrücker Friedensinstruments und erklärte die Verträge in all ihren religiösen Bestimmungen für nichtig. Der päpstliche Protest steht im Kontext des päpstlichen Interesses, sich weiterhin für die Rückgewinnung und den Erhalt der alten konfessionellen Lage in Deutschland einzusetzen.
Ferner war die päpstliche Kurie der Auffassung, dass mit diesem Friedensschluss die kirchlichen Rechte der katholischen Kirche verletzt würden. Zugleich stellte man sich damit entschieden gegen den Einfluss der Protestanten in Deutschland. Der Papst erklärte in seinem Protestbreve „kraft Apostolischer Machtvollkommenheit den Artikel des Westfälischen Friedens für nichtig, ungültig, unbillig, ungerecht, verdammt, verworfen, vergeblich, der Kräfte und Erfolge entbehrend für alle Zukunft, niemand sei zu ihrer Einhaltung verpflichtet.“